# أحمد محمد إبراهيم
أحمد محمد إبراهيم (14 يونيو 1991-)، لاعب كرة قدم كويتي يلعب ضمن نادي القادسية الرياضي. والده هو اللاعب السابق محمد إبراهيم هداف نادي القادسية وهداف منتخب الكويت في خليجي 10.

## مسيرته
كان ضمن فريق تحت سن 21 وكان يستدعى للفريق الأول في حالة كثرة الغيابات. لعب للفريق الأول ثلاثة مباريات أمام الجهراء في تحديد المركز الثالث والرابع وأمام العربي والنصر على التوالي في بطولة كأس الاتحاد التنشيطية.